# Scopula parodites
Scopula parodites là một loài bướm đêm trong họ Geometridae.